# Kindergarten Landreiterstraße 29

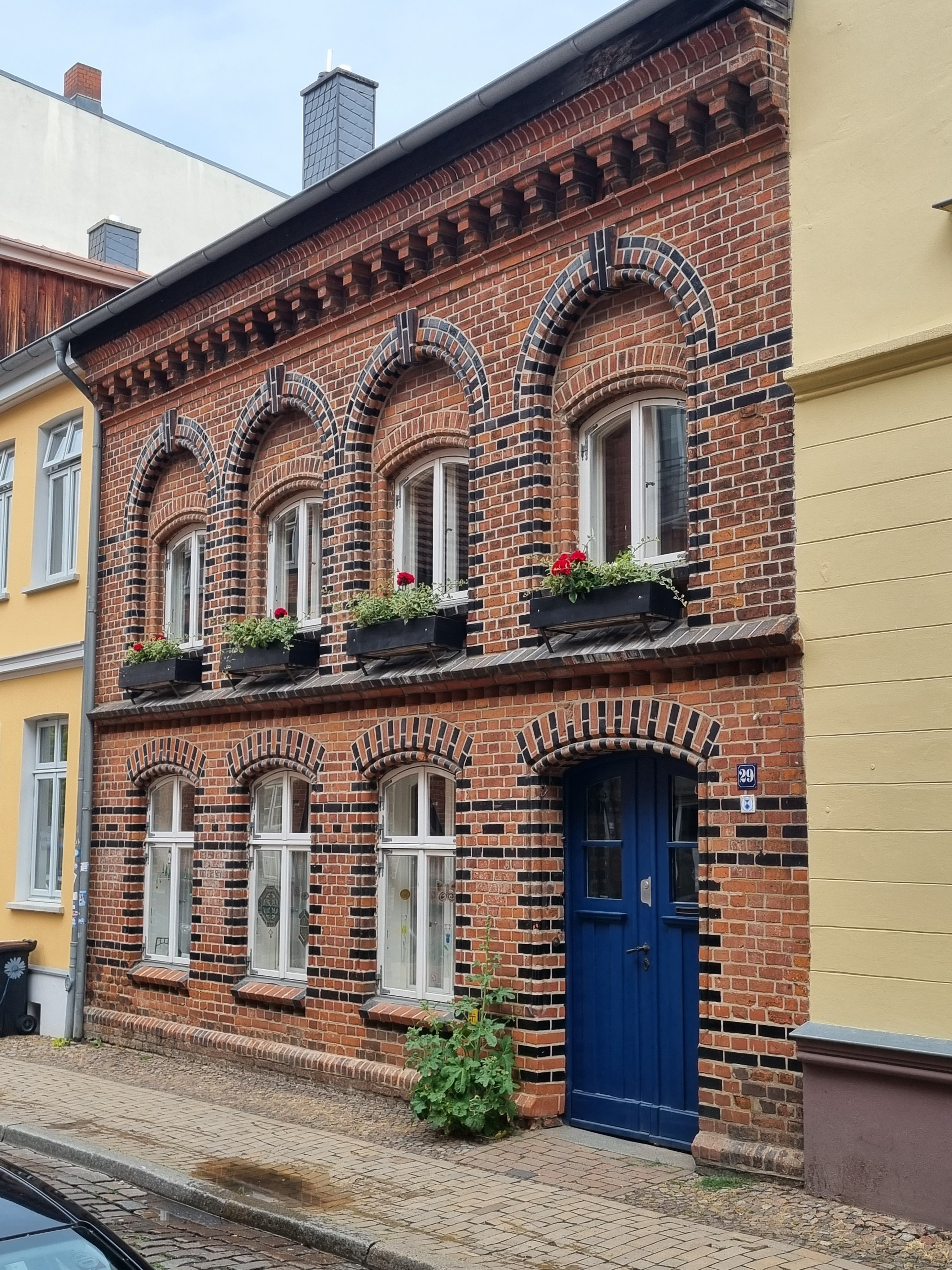
Landreiterstraße 29, Schwerin

Das Gebäude ehemaliger Kindergarten Landreiterstraße 29 in Schwerin, Stadtteil Schelfstadt, ist ein Baudenkmal in Schwerin. Es wurde zu einem Wohnhaus umgebaut.  

## Geschichte
Bis 1969 reichten die Grundstücke an der Landreiterstraße bis an den Ziegelsee; seither trennt die neue Knaudtstraße diese vom See. 
Ein ursprünglich eingeschossiger Fachwerkbau stammt von vor 1757. 1839 kaufte der Patriotische Verein das Gebäude, um hier eine „Erziehungs- und Verwahranstalt für arme kleine Kinder“ zu betreiben. Der Schweriner Frauenverein betreute die Einrichtung und beschäftigte zwei Frauen, die neben den ehrenamtlich tätigen Mitgliedern täglich um 100 Kinder im Alter von drei bis sechs Jahren betreuten. Dabei wurden den Kindern die Anfänge des Schreibens, Lesens und Rechnens beigebracht.
1880 erfolgte der Umbau, die Aufstockung zur Hofseite und ein Flügelanbau für die Klein-Kinder-Warteschule. 1887 wurde die straßenseitig marode Fachwerkfassade abgebrochen. Die repräsentativ verzierte Backsteinfassade mit den Rundbögen und Fenstern mit einem Segmentbogen entstand aus dunkelroten sowie schwarzglasierten Ziegelsteinen.
Der 11 × 7 Meter große Saal zum Hof entstand 1892 und diente als Aufenthalts- und Schulraum. Dazu wurden ergänzend ein kleiner Fachwerkraum, Nebenräume und Toiletten erstellt. Eine kontinuierliche Kinderbetreuung im Vorschulalter bestand von 1835 bis 1992; zuletzt waren es 29 Kinder.
Nach längerem Leerstand wurde das Gebäude 1998 zu einem Wohnhaus umgebaut und denkmalgerecht saniert. Dabei blieben die Backstein- und die hintere Fachwerkfassade, die alte Raumaufteilung, die Treppenanlage und die Haustür erhalten. Die neuen Fenster entsprechen dem alten Vorbild. Der Saal erhielt ein Galeriegeschoss, um ihn auf zwei Ebenen nutzen zu können.